# ملعب سام نوجوما
ملعب سام نوجوما هو ملعب كرة قدم يقع في ويندهوك عاصمة ناميبيا . يسع الملعب لجلوس 10،300 متفرج وتم الانتهاء من بنائه في 2005. تعود تسميته إلى أول رئيس في تاريخ جمهورية ناميبيا سام نوجوما .